# Бејблејд В-сила
Бејблејд В-сила, односно Beyblade V-Force, је друга сезона серије Бејблејд. Серија је настала у продукцији студија Madhouse и оригинално се емитовала у Јапану од 7. јануара до 30. децембра 2002. године на каналу TV Tokyo.
У Србији, Бејблејд В-сила се у синхронизованом облику емитовала на каналима РТС 2 и Хепи ТВ, узимајући за основу америчку синхронизацију. За разлику од прошле сезоне, нема ДВД издања. 
У јапанском оригиналу, серија има две уводне и две одјавне шпице. Прву уводну шпицу, за епизоде 1-21 отпевао је бенд  (песма: ), а одјавну уметник Шиори (песма: URBAN LOVE). Другу уводну шпицу, за епизоде 22-51, отпевао је бенд  (песма: ), а одјавну Retro G Style (песма: What's The Answer?). Енглеска синхронизација, и притом наша, користи исту песму као у првој сезони, Let's Beyblade!.
Ова сезона је друга од три сезоне из „оригиналне саге,” и следи је Бејблејд Г-револуција, која није синхронизована на српски.

## Списак епизода
| Бр. еп. (укупно) | Бр. еп. (у сезони) | Енглески наслов (титл) / Енглески наслов (синхр.) Јапански наслов | Српски наслов                   | Премијера           |
| ---------------- | ------------------ | ----------------------------------------------------------------- | ------------------------------- | ------------------- |
| 52               | 1                  | / (新たなる敵)                                                    | Оборен у пламену                | 7. јануар 2002.     |
| 53               | 2                  | / (謎のブレーダーハンター達)                                      | Тражење господина Икса          | 14. јануар 2002.    |
| 54               | 3                  | / (見えない聖獣)                                                  | Невидљив и ослобођен            | 21. јануар 2002.    |
| 55               | 4                  | / (恐るべきブレーダー)                                            | Тражење змаја                   | 28. јануар 2002.    |
| 56               | 5                  | / (よみがえる、カイ)                                              | Погоди ко је опет у граду       | 4. фебруар 2002.    |
| 57               | 6                  | / (脅威のマグトラム)                                              | Претња звана Магтрем            | 11. фебруар 2002.   |
| 58               | 7                  | / (仕組まれた挑戦)                                                | Почетак новог окупљања          | 18. фебруар 2002.   |
| 59               | 8                  | / (復活!チーム)                                                   | Повратак Блејдоломаца           | 25. фебруар 2002.   |
| 60               | 9                  | / (密林のバトルスタジアム)                                        | Острво Беј-Нита                 | 4. март 2002.       |
| 61               | 10                 | / (暗闇の激突)                                                    | Острво са ког нема повратка     | 11. март 2002.      |
| 62               | 11                 | / (孤島の大決戦)                                                  | Острво злог др Беја             | 18. март 2002.      |
| 63               | 12                 | / (吠えろ! ドランザー)                                            | (непознато)                     | 25. март 2002.      |
| 64               | 13                 | / (掟やぶりのベイバトル)                                          | (непознато)                     | 1. април 2002.      |
| 65               | 14                 | / (作られた聖獣)                                                  | Гидеон припрема Џерија          | 8. април 2002.      |
| 66               | 15                 | / (聖獣を見てみたい!)                                             | Покажите ми звери               | 15. април 2002.     |
| 67               | 16                 | / (サイバーブレーダーの悲劇)                                      | Нови члан Псиудара              | 22. април 2002.     |
| 68               | 17                 | / (宿命のプレリュード)                                            | Хиларин роштиљ                  | 29. април 2002.     |
| 69               | 18                 | / (再会のケイン)                                                  | Од пријатеља до непријатеља     | 6. мај 2002.        |
| 70               | 19                 | / (それぞれの戦い)                                                | Њихове личне борбе              | 13. мај 2002.       |
| 71               | 20                 | / (明日(アス)への決意)                                            | (непознато)                     | 20. мај 2002.       |
| 72               | 21                 | / (バトルタワーの陰謀)                                            | Обрачун у борбеној кули         | 27. мај 2002.       |
| 73               | 22                 | / (ドラシエルの危機)                                              | Макс прима први ударац          | 10. јун 2002.       |
| 74               | 23                 | / (約束のバトルフィールド)                                        | (непознато)                     | 17. јун 2002.       |
| 75               | 24                 | / (霧の中の幻)                                                    | Дух из машине                   | 24. јун 2002.       |
| 76               | 25                 | / (電撃聖獣.4)                                                    | На реду је Кејн                 | 1. јул 2002.        |
| 77               | 26                 | / (戦慄のサイバー)                                                | Вештачки змај преузима контролу | 8. јул 2002.        |
| 78               | 27                 | / (暴走タワーの最期)                                              | Стварање савршене звери         | 15. јул 2002.       |
| 79               | 28                 | / (ニューヨーク 謎の石版)                                         | Моћни камен                     | 22. јул 2002.       |
| 80               | 29                 | / (マックス 友の叫び)                                             | Семе зла у Великој јабуци       | 29. јул 2002.       |
| 81               | 30                 | / (よみがえる石版の力)                                            | Прибави делић камена            | 5. август 2002.     |
| 82               | 31                 | / (石版聖獣襲撃!)                                                 | (непознато)                     | 12. август 2002.    |
| 83               | 32                 | / (忘れかけた魂)                                                  | Много питања... мало одговора   | 19. август 2002.    |
| 84               | 33                 | / (セント·シールズ)                                               | У дубини камена                 | 26. август 2002.    |
| 85               | 34                 | / (物陰からスパイダー)                                            | У пауковој мрежи                | 2. септембар 2002.  |
| 86               | 35                 | / (姿なき刺客)                                                    | Не видиш звер, не чујеш звер    | 9. септембар 2002.  |
| 87               | 36                 | / (マックスとマリアム)                                            | Пријатељи и непријатељи         | 16. септембар 2002. |
| 88               | 37                 | / (戦場の遊園地)                                                  | Обрачун код Зверокорала         | 23. септембар 2002. |
| 89               | 38                 | / (因縁のスパークバトル)                                          | Исход бљештаве борбе            | 30. септембар 2002. |
| 90               | 39                 | / (絆とプライド)                                                  | Споне са зверима                | 7. октобар 2002.    |
| 91               | 40                 | / (友情の証)                                                      | (непознато)                     | 14. октобар 2002.   |
| 92               | 41                 | / (突然のサヨナラ...)                                             | Ко је твој тата?                | 21. октобар 2002.   |
| 93               | 42                 | / (悪のパーツ狩り)                                                | Судбина драга и кобна           | 28. октобар 2002.   |
| 94               | 43                 | / (カイのリベンジバトル)                                          | Кајев краљевски флеш            | 4. новембар 2002.   |
| 95               | 44                 | / (波乱の世界戦前夜)                                              | Затишје пред буру               | 11. новембар 2002.  |
| 96               | 45                 | / (開幕!ゼオオズマ)                                               | Зео против Озуме                | 18. новембар 2002.  |
| 97               | 46                 | / (黒と白の魔の手)                                                | Црне и беле зле силе            | 25. новембар 2002.  |
| 98               | 47                 | / (解き放たれた悪意)                                              | (непознато)                     | 2. децембар 2002.   |
| 99               | 48                 | / (激震のバトルノイズ)                                            | Фениксов пад                    | 9. децембар 2002.   |
| 100              | 49                 | / (タカオカイ友情の戦い)                                          | Непријатељ у нама               | 16. децембар 2002.  |
| 101              | 50                 | / (史上最大の決勝戦)                                              | Тајсонов судар                  | 23. децембар 2002.  |
| 102              | 51                 | / (宿命のラストバトル)                                            | Исход одлучујуће борбе          | 30. децембар 2002.  |

## Белешке
1. ↑  Не постоји званичан превод наслова на српски.

## Спољашњи извори
- Бејблејд В-сила на енциклопедији сајта